# Festung Fredriksten

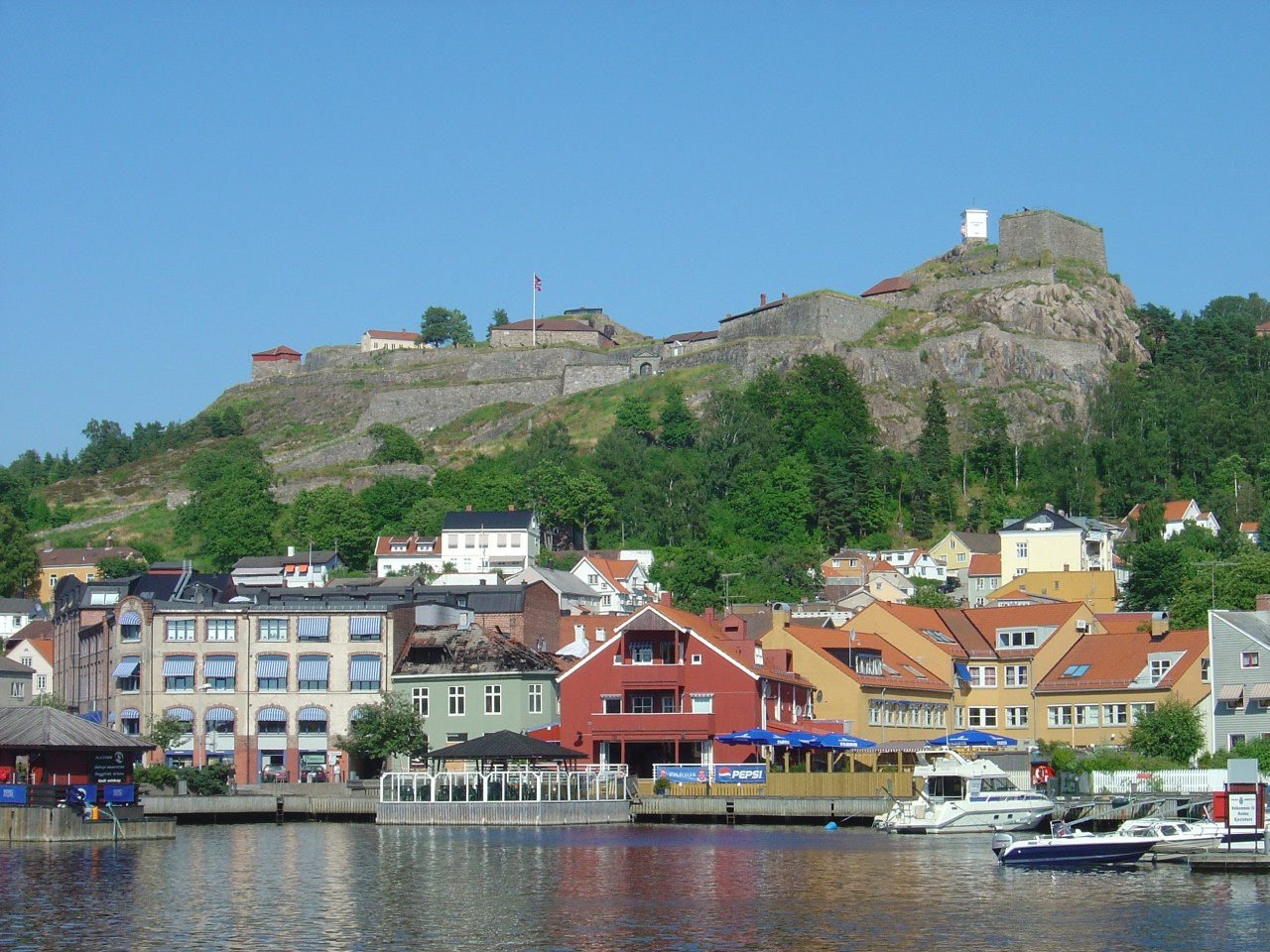
Festung Fredriksten bei Halden

Die Festung Fredriksten ist eine Festung bei der Stadt Halden, Norwegen, die von 1665 bis 1928 Fredrikshald hieß. Sie ist benannt nach König Frederik III. von Dänemark und Norwegen, der 1660 zum Schutz gegen schwedische Angriffe den Befehl zum Bau der Festung gab. Sie wurde durch den niederländischen Ingenieuroffizier Willem Coucheron entworfen und von 1661 bis 1701 erbaut. Während der schwedischen Belagerung der Festung im Herbst 1718 starb hier König Karl XII. von Schweden am 30. Novemberjul. / 11. Dezember 1718greg..
Die Belagerung von Frederikshald endete am 12. Januar 1719, als die schwedische Armee sich zurückzog. Der Rückzug endete für die Schweden in einem Desaster und wurde als Todesmarsch der Karoliner bekannt. Die Festung hat seit der Auflösung der Personalunion mit Schweden 1905 keine Bedeutung mehr für die Verteidigung der norwegischen Grenze. In ihr befinden sich heute mehrere Museen und sie bildet die Kulisse für eine Vielzahl von Veranstaltungen, wie Theatervorstellungen, Konzerte, Ausstellungen und Sportveranstaltungen.